# HD66259
HD66259 — хімічно пекулярна зоря спектрального класу
B9 й має видиму зоряну величину в смузі V приблизно  8,4.

## Пекулярний хімічний склад
Зоряна атмосфера HD66259 має підвищений вміст 
Hg
.